# Ilut
Ilut (hebr. עילוט; arab. عيلوط; ang. Ilut) – samorząd lokalny położony w Dystrykcie Północnym, w Izraelu.
Niewielka arabska miejscowość w Dolnej Galilei, która z racji swojego położenia jest mocno odizolowana od otoczenia. Wpływa to niekorzystnie na jej rozwój. Dużym walorem Ilut jest atrakcyjne turystycznie otoczenie wzgórz masywu Hare Nacerat oraz sąsiedztwo miasta Nazaret.

## Położenie
Miasteczko Ilut jest położone w północno-zachodnim skraju masywu górskiego Hare Nacerat w Dolnej Galilei, na północy Izraela. W jej otoczeniu znajdują się miasta Nazaret i Migdal ha-Emek, kibuc Kefar ha-Choresz, moszaw Cippori, oraz wioski komunalne Timrat, Giwat Ela i Szimszit. Miejscowość wchodzi w skład obszaru metropolitalnego Nazaretu.
Ilut jest położone w Poddystrykcie Jezreel, w Dystrykcie Północnym Izraela.

## Środowisko naturalne
Miejscowość leży na wysokości od 220 do 360 metrów n.p.m. w północno-zachodnim skraju masywu górskiego Hare Nacerat (ok. 400 m n.p.m.). Na południu znajdują się zalesione wzgórza Har Bahran (438 m n.p.m.) i Har Cameret (470 m n.p.m.), a na północy wzgórza Givat Cefach (258 m n.p.m.) i Givat Rabi (286 m n.p.m.). Okoliczny teren jest mocno pofałdowany, lecz systematycznie opada w kierunku południowo-zachodnim do Doliny Jezreel.

## Historia
Pierwotnie w miejscu tym istniała żydowska osada Ajatalu (hebr. עיתלו), wspominana w I wieku przez Talmud i Misznę jako siedziba straży kapłańskiej. Wykopaliska archeologiczne dowodzą, że istniała tutaj osada w okresie rzymskim i bizantyjskim. Z okresu tego zachowały się miejsca pochówków. W centralnej części osady zachowało się kilka budynków z okresu osmańskiego. Francuski podróżnik Victor Guérin odwiedził wioskę pod koniec XIX wieku i opisał ją w następujący sposób: „wioska nie ma więcej jak dwustu mieszkańców. Zauważyłem całkowicie zniszczony zabytkowy kościół. Kamienie z tego budynku wykorzystano do budowy innych domów”. Po I wojnie światowej w 1918 roku wraz z całą Palestyną wioska przeszła pod panowanie Brytyjczyków. Utworzyli oni w 1921 roku Brytyjski Mandat Palestyny. W poszukiwaniu skutecznego rozwiązania narastającego konfliktu izraelsko-arabskiego w dniu 29 listopada 1947 roku została przyjęta Rezolucja Zgromadzenia Ogólnego ONZ nr 181. Zakładała ona między innymi, że wioska Ilut miała znaleźć się w granicach nowo utworzonego państwa arabskiego. Arabowie odrzucili tę Rezolucję i dzień później doprowadzili do wybuchu wojny domowej w Mandacie Palestyny. W trakcie jej trwania rejon wioski zajęły siły Arabskiej Armii Wyzwoleńczej, które paraliżowały żydowską komunikację w rejonie. Podczas I wojny izraelsko-arabskiej w trakcie operacji „Dekel”, w dniu 16 lipca 1948 roku wioskę zajęły wojska izraelskie. W odróżnieniu od wielu wiosek w Galilei, Izraelczycy nie wysiedlili jednak mieszkańców Ilut. Dzięki temu zachowała ona swoją arabską tożsamość. W 1991 roku Ilut otrzymało status samorządu lokalnego.

## Demografia
Według danych Izraelskiego Centrum Danych Statystycznych w 2011 roku w Ilut żyło 7,1 tys. mieszkańców, wszyscy Arabowie muzułmanie. Jest to niewielkie miasteczko, którego populacja charakteryzuje się niewielkim, lecz stałym wzrostem liczebności. Według danych z 2011 roku przyrost naturalny w porównaniu do poprzedniego roku wyniósł 0,9%. W roku tym urodziło się 160 dzieci, a zmarły 143 osoby (odnotowano 2 zgony niemowląt). Według danych za 2010 rok liczba zatrudnionych pracowników wynosiła 1852, a liczba osób pracujących na własny rachunek wynosiła 133. Średnie miesięczne wynagrodzenie w 2010 roku wynosiło 4129 ILS (średnia krajowa 7522 ILS). Zasiłki dla bezrobotnych pobierały 52 osoby, w tym 46 mężczyzn (średni wiek: 42 lata). Świadczenia emerytalne oraz rentowe pobierało 227 osób, a zapomogi społeczne 732 osoby.
| Wiek (w latach) | Procent populacji w % |
| --------------- | --------------------- |
| 0 – 4           | 12,2                  |
| 5 – 9           | 12,8                  |
| 10 – 14         | 11,9                  |
| 15 – 19         | 11,3                  |
| 20 – 29         | 16,9                  |
| 30 – 44         | 20,3                  |
| 45 – 59         | 9,8                   |
| 60 – 64         | 1,5                   |
| 65 –            | 3,2                   |

Źródło danych: Central Bureau of Statistics.

## Symbole
Herb Ilut został przyjęty w 1996 roku, jednak nie był oficjalnie opublikowany. Tarcza herbowa jest kształtu hiszpańskiego, ze zwieńczeniem u góry w kształcie muru obronnego. Wewnątrz herbu umieszczono wizerunek miejskiego meczetu al-Nabi Lut z wieżą minaretu, położone wśród okolicznych wzgórz. Dodatkowo, na herbie widnieje nazwa miasta w języku arabskim عيلوط i hebrajskim עילוט. Flaga miejska jest w kolorze białym, z czarnym herbem pośrodku.

## Gospodarka
Lokalna gospodarka opiera się głównie na handlu i rzemiośle. Część mieszkańców dojeżdża do pracy w pobliskich strefach przemysłowych.

## Infrastruktura
W miejscowości nie ma szpitala, jednak w sąsiednim Nazarecie są zlokalizowane Szpital Świętej Rodziny (tzw. Włoski Szpital), Szpital Nazaret (tzw. Angielski Szpital) oraz Szpital św. Wincenta à Paulo (tzw. Francuski Szpital). W Ilut znajdują się jedynie przychodnie zdrowia.

## Transport
Miejscowość jest położona na uboczu, w pewnym oddaleniu od najważniejszych arterii komunikacyjnych Dolnej Galilei. Z Ilut wyjeżdża się lokalną drogą na północny wschód, aby po niecałym 1 km dojechać do skrzyżowania z drogą ekspresową nr 79, którą jadąc na wschód dojeżdża się do miasta Nazaret i miasteczka Ar-Rajna, lub na północny zachód się do moszawu Cippori i kibucu ha-Solelim. Z Ilut można także wyjechać lokalną drogą na południowy wschód, by po niecałym 1 km dotrzeć do miasta Nazaret. Głównym środkiem transportu są dalekobieżne autobusy linii Egged i lokalne autobusy linii Kavim. Przez cały dzień autobusy regularnie odjeżdżają do Nazaretu.
W 2011 roku w mieście było zarejestrowanych 1815 pojazdów silnikowych, w tym 1129 samochodów osobowych (średnia wieku samochodów prywatnych wynosiła 9 lat). W roku tym w mieście doszło do 1 wypadku.
W odległości 8 km na południe od miasta znajduje się port lotniczy Megiddo. Mogą na nim lądować niewielkie prywatne samoloty. Natomiast 18 km na północnym zachodzie znajduje się duży port lotniczy Hajfa obsługujący połączenia międzynarodowe.

## Architektura
Pierwotnie była to wieś rolnicza, jednak wraz ze wzrostem liczebności mieszkańców zaprzestano gospodarki rolnej. Kolejne domy budowano w sposób chaotyczny, bez zintegrowanej infrastruktury, która umożliwiałaby korzystanie z budynków publicznych i usług komunalnych.

## Edukacja
Zgodnie z danymi Izraelskiego Centrum Danych Statystycznych w Ilut mieszczą się 3 przedszkola. Starsze dzieci są dowożone do szkół w Nazarecie. W 2011 roku uczyło się prawie 1,9 tys. uczniów, w tym ponad 900 w szkołach podstawowych.

## Sport
Przy wjeździe do miasteczka od strony północnej jest duży kompleks sportowy z dwoma boiskami do piłki nożnej.

## Wojsko
Na południowy zachód od miasteczka znajduje się baza wojskowa Ma’alul.